# جان برودی (بازیکن فوتبال، زاده ۱۸۶۲)
جان برودی (انگلیسی: John Brodie; ۳۰ اوت ۱۸۶۲ – ۱۶ فوریهٔ ۱۹۲۵) بازیکن فوتبال اهل پادشاهی متحد بریتانیای کبیر و ایرلند بود.
از باشگاه‌هایی که در آن بازی کرده‌است می‌توان به باشگاه فوتبال ولورهمپتون واندررز اشاره کرد.
وی همچنین در تیم ملی فوتبال انگلستان بازی کرده‌است.